# Vizekorporal

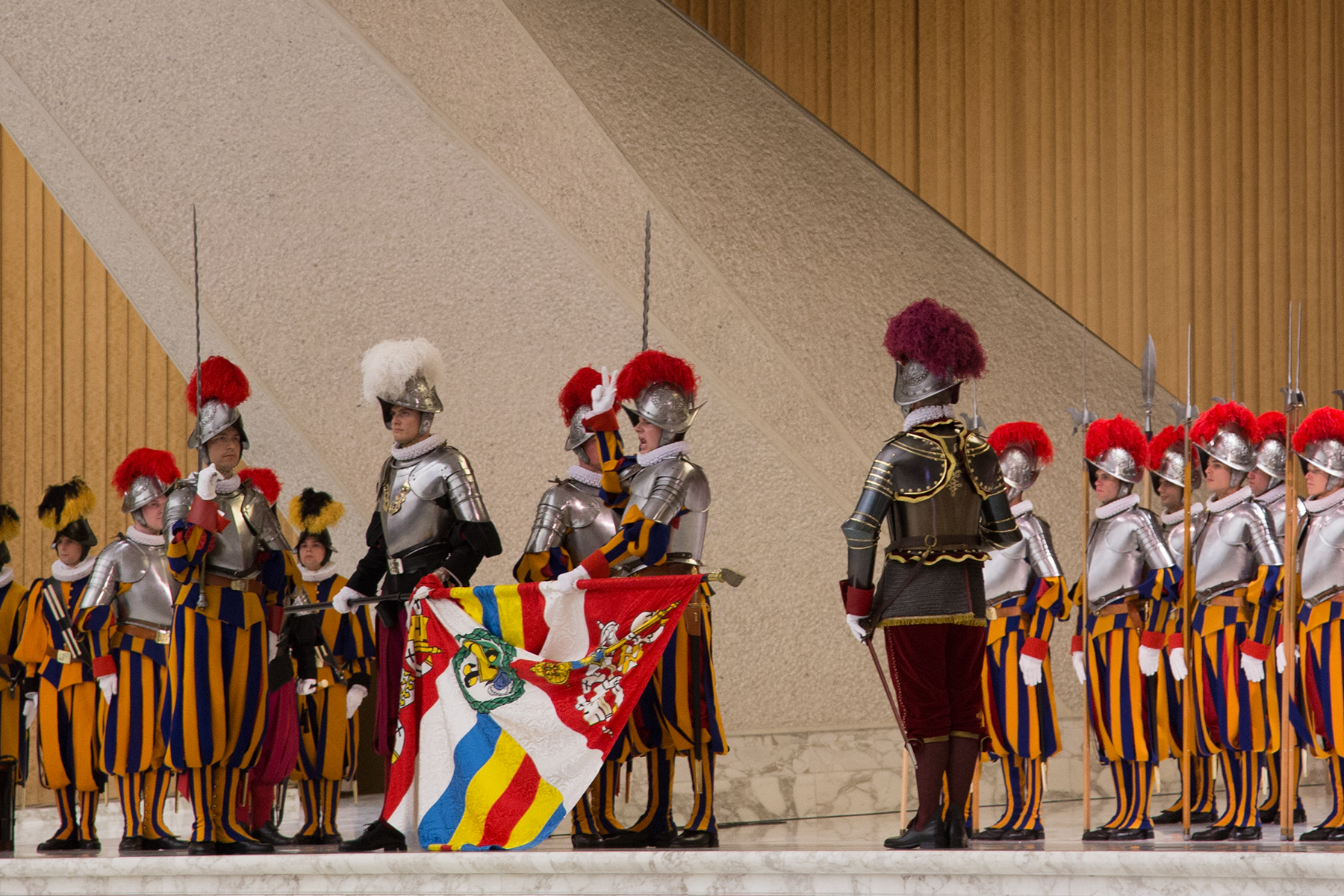
Zwei (Vize-)Korporale mit Flambergen als Fahnenwache der Päpstlichen Schweizergarde (in der linken Bildhälfte)

Visekorporal der norwegischen Landstreitkräfte, aktuelle Version von 2016

Visekorporal der schwedischen Seestreitkräfte, aktuelle Version von 2019

Vicecorporal der dänischen Armee, 1812–1843

Der Vizekorporal ist in der Päpstlichen Schweizergarde der niederste Unteroffiziersdienstgrad. In den Landstreitkräften Norwegens (nor.: Visekorporal, NATO OR-2) und in allen Teilstreitkräften Schwedens (swe.: Vicekorpral, OR-3) zählt er zu den Mannschaftsdienstgraden.
In der Armee Dänemarks (dan.: Vicecorporal) wurde 1843 die Bezeichnung in Underkorporal geändert, die 1951 ebenfalls entfiel. In Finnlands Provinzialregimentern existierte der Dienstgrad (fin.: Varakorpraali) bis zum Wechsel von der schwedischen zur russischen Oberherrschaft, 1809.
In einigen Heeren der Partikularstaaten des Deutschen Bundes war Vizekorporal (veraltet: Vice-Corporal, im Königreich Preußen: Vice-Unteroffizier, neuer: Vizeunteroffizier) im frühen 19. Jahrhundert ein Mannschaftsdienstgrad bzw. eine Dienststellung. Der Vizekorporal war bis 1918 ebenso in den Streitkräften Österreich-Ungarns anzutreffen.
Während des Zweiten Weltkriegs war Vizekorporal ein Dienstgrad in manchen der von den deutschen Besatzern aufgestellten Schutzmannschaften (Schuma), im Hinterland der Ostfront.

## Gebrauch heute
In der Päpstlichen Schweizergarde fungiert der Vizekorporal als stellvertretender Gruppenführer. Er rangiert zwischen dem Korporal und dem Hellebardier. Als Stangenwaffe führt er eine besondere Form der Partisane. Während der feierlichen Vereidigung neuer Rekruten auf dem Petersplatz bilden zwei, je mit einer Flamberge bewaffnete, Vizekorporale oder Korporale die Eskorte des die Truppenfahne führenden Feldweibels.
Im Landheer der Norwegischen Streitkräfte steht über dem Visekorporal der Visekorporal 1. klasse (OR-3), unter ihm der Ledende menig (OR-1). Dem Visekorporal des Landheeres entspricht in den norwegischen Seestreitkräften der Visekonstabel, in den norwegischen Luftstreitkräften der Visespesialist.
In den schwedischen Streitkräften steht der Vicekorpral zwischen dem Korpral (OR-4) und dem Menig (4) (OR-2). Bis zur zwischenzeitlichen Abschaffung 1972, war der Rang jenen Wehrpflichtigen vorbehalten, die in der Ausbildung zum Gruppenchef standen. Seit der Wiedereinführung 2009 wird er an längerdienende und/oder über besonderes Fachwissen verfügende Mannschaftsdienstgrade vergeben.

## Historischer Gebrauch

### Deutschland
Der Posten bspw. in den Heeren der Königreiche Preußen, Bayern und Sachsen etaisiert, aber auch im Großherzogtum Hessen. Fallweise zählte er zu den Unteroffizieren, meistens besaß er aber bloß die Dienststellung eines Unteroffiziersdiensttuers. Insofern kann der Vizekorporal als Nachfolger des im 18. Jahrhundert eingegangenen Dienstgrades Landspassat gelten.
Nach der Gründung des Deutschen Kaiserreichs 1871 wurden die ehemaligen deutschen Kontingentsheere nach preußischem Muster reorganisiert. Mit der Neugestaltung des Dienstgrad- und Funktionsgefüges entfiel die Bezeichnung Vizekorporal ersatzlos. Seine Aufgabe als Unteroffiziersstellvertreter fiel nun endgültig an geeignete Gefreite.
Während des Zweiten Weltkriegs war Vizekorporal ein Dienstgrad in einigen der von den deutschen Besatzern aufgestellten Schutzmannschaften (Schuma), wie etwa bei der Ukrainischen Hilfspolizei. Die unter den Einheimischen rekrutierten Schumas versahen im Hinterland der Ostfront Polizeiaufgaben, beteiligten sich aber auch an Terrorakten gegen die Bevölkerung.

#### Preußen
In der Preußischen Armee wurde der Posten des Vize-Unteroffizier um 1810/1811 eingeführt. Er zählte zu den Mannschaften (Gemeine), vertrat aber erkrankte oder abkommandierte Unteroffiziere zeitweise in ihrer Stellung. Die Ernennung erfolgte durch den Kompaniechef und konnte von diesem nach Belieben widerrufen werden. Für die Dauer der Stellvertretung bezog der Vize-Unteroffizier in früheren Jahren den Unteroffizierssold, später nur noch eine Zulage von 3 Mark, verlor diese Gelder aber wieder bei Besetzung der vakanten Stelle oder bei Rückkehr des wirklichen Posteninhabers. Dies galt allerdings nur bei Wehrpflichtigen, die ihren obligatorischen zwei- bis dreijährige aktiven Militärdienst regulär abdienten. Einjährig-Freiwillige erhielten grundsätzlich keinerlei Vergütung und dienten auf eigene Kosten.
Laut einer Anweisung des Preußischen Kriegsministeriums vom 21. März 1843 sollten bevorzugt Einjährig-Freiwillige, nach dreimonatiger Dienstzeit, zu Vize-Unteroffizieren befördert bzw. ernannt werden. Dabei war der Dienstgrad Gefreiter zu überspringen. Bei Eignung erfolgte die Weiterbeförderung zum überzähligen Unteroffizier, dann Vize-Feldwebel bzw. Vize-Wachtmeister und schließlich zum Leutnant der Landwehr bzw. der Reserve. Bestand der Einjährig Freiwillige die obligatorische Schlussprüfung nicht, trat er als Unteroffizier, seit 1853 aber nur noch als Gefreiter zur Landwehr über. Gleichzeitig war die Beförderung zum Vize-Unteroffizier künftig frühestens nach sechs Monaten möglich.
Der Posten des Vize-Unteroffiziers wurde per AKO vom 21. April 1853 abgeschafft (gemeinsam mit dem Dienstgrad Obergefreiter). Das Preußische Kriegsministerium bestimmte am 4. Juli 1853, dass geeignete Einjährig-Freiwillige stattdessen zu überzähligen Gefreiten befördert werden konnten.
In den folgenden Jahren wurden auch die Beförderungsrichtlinien hinsichtlich der Einjährig-Freiwilligen mehrfach geändert. Zu den Einzelheiten siehe hier.
Abzeichen der Vice-Unteroffiziere war gemäß AKO vom 10. November 1810 bzw. AKO vom 16. November 1811 die Unteroffizierstroddel. Bei erfolgter Bewährung durfte das Abzeichen auch nach der Abberufung von diesem Posten weiter getragen werden.

#### Bayern
In der Bayerischen Armee bestanden die Dienststellung Vize-Korporal bis 1872. Der Vize-Korporal trug das Unteroffiziersportepee, dazu den bortenlosen Kragen der Mannschaften, unter Umständen dazu die Woll-Litze der Gefreiten.

#### Drittes Reich
Während des Zweiten Weltkriegs war Vizekorporal ein Dienstgrad in einigen der von den deutschen Besatzern im Hinterland der Ostfront unter der einheimischen Bevölkerung aufgestellten Schutzmannschaften (Schuma). Der Vizekorporal rangierte mit dem Unteroffizier der Wehrmacht und stand zwischen dem Unterkorporal (Gefreiter) und dem Korporal (Unterfeldwebel).
Zur im Sommer 1942 eingeführten schwarzen Uniform bestand das Rangabzeichen des Vizekorporals aus einem Horizontalbalken mit einem auf seiner Spitze stehenden Winkel darüber. Das Abzeichen war oberhalb des Ärmelaufschlags aufgenäht und war einheitlich in silbergrauer Tresse oder Borte ausgeführt. Bei den Schuma der Sicherheitspolizei entfielen die Ärmelwinkel und -balken. Stattdessen war der Rang anhand der Kragenspiegel erkennbar. Beim Vizekorporal verliefen entlang der Vorder- und Unterkante der Kragenpatte silbergraue Borten oder Tressen und bildeten demnach einen Winkel. Gleiches galt ab Frühjahr 1943 für die geschlossenen Einheiten der Ordnungspolizei.

### Österreich-Ungarn
In den Streitkräften der Donaumonarchie war der Vizekorporal ebenfalls etaisiert. Nachdem er dort weitgehend verschwunden war, hielt er sich zuletzt noch im k.u.k. Polizeiwachkorps. Dort zwischen dem Korporal und dem Polizeisoldaten stehend, war er ranggleich mit dem Gefreiten und wurde schließlich um 1909 durch diesen ersetzt.